# Арсенсульфіди
Арсенсульфіди (рос. сульфиды мышьяка, англ. arsenic sulfides) — бінарні сполуки арсену й сірки: As2S3, As4S6, As2S5, As4S3, As4S4. Структура каркасна. Твердий As2S3 при випаровуванні дає As4S6. As2S5 існує в кристалічній і скловидній формах. As2S3 і As2S5 розчиняються в розчинах сульфідів лужних металів, утворюючи тіоарсеніти і тіоарсенати.
As2S3 + 3 S2-→ 2[AsS3]3-As2S3, As2S5, As4S3 існують у природі.